# 千歲級水上飛機母艦
千歲級水上飛機母艦（ちとせがたすいじょうきぼかん）是日本海軍水上飛機母艦艦型。同級艦2隻。於昭和18年（1943年）改裝成航空母艦。

## 概要
千歳級水上飛機母艦是一種相當複雜的軍艦。第1狀態為能搭載24架水上機的水上機母艦，並能作為高速給油艦擁有為他艦補給重油2,750噸的能力。再者在甲標的確立實用性的時候，於第2狀態時成為甲標的母艦且擁有水上機12架、甲標的12隻、重油給油能力1,000噸。更被考慮改裝成航空母艦。
本級為考慮進行高速給油艦的任務，因而抑制自艦的燃料消費並採用與併用了柴油及渦輪引擎。
本級2艦是為昭和8年（1933年）的計劃並在昭和13年竣工。並曾出勤中國方面作出支援。千代田於昭和15年至16年間由第2狀態的甲標的母艦開始改裝。中途島海戰後的昭和17年末正式進行改裝成為航空母艦。
做为水上飞机航空母舰，两艘千岁级曾参加了中途岛海战。
關於航空母艦時期的諸元參考千歲型航空母艦。

## 同型艦
- 千歲號航空母艦
- 千代田號航空母艦

## 關連項目
- 大日本帝國海軍艦艇列表
- 千歲級航空母艦